# حوسبة المستخدم النهائي
تشير حوسبة المستخدم النهائي (EUC) إلى الأنظمة التي يمكن لغير المبرمجين من خلالها إنشاء تطبيقات عمل. حوسبة المستخدم النهائي هي مجموعة من الأساليب للحوسبة تهدف إلى دمج المستخدمين النهائيين بشكل أفضل في بيئة الحوسبة. تحاول هذه الأساليب إدراك إمكانات الحوسبة المتطورة لأداء حل المشكلات بطريقة جديرة بالثقة.
يمكن أن تتراوح حوسبة المستخدم النهائي من حيث التعقيد بدءًا من النقر ببساطة على سلسلة من الأزرار، وكتابة نصوص برمجية بلغة نصية مسيطر عليها، إلى القدرة على تعديل التعليمات البرمجية وتنفيذها مباشرةً.
أمثلة على حوسبة المستخدم النهائي هي أنظمة تم إنشاؤها باستخدام لغات برمجة من الجيل الرابع، مثل إس كيو إل، أو إحدى لغات البرمجة من الجيل الخامس، مثل آي سي إيه دي.